# Минорка (порода кур)

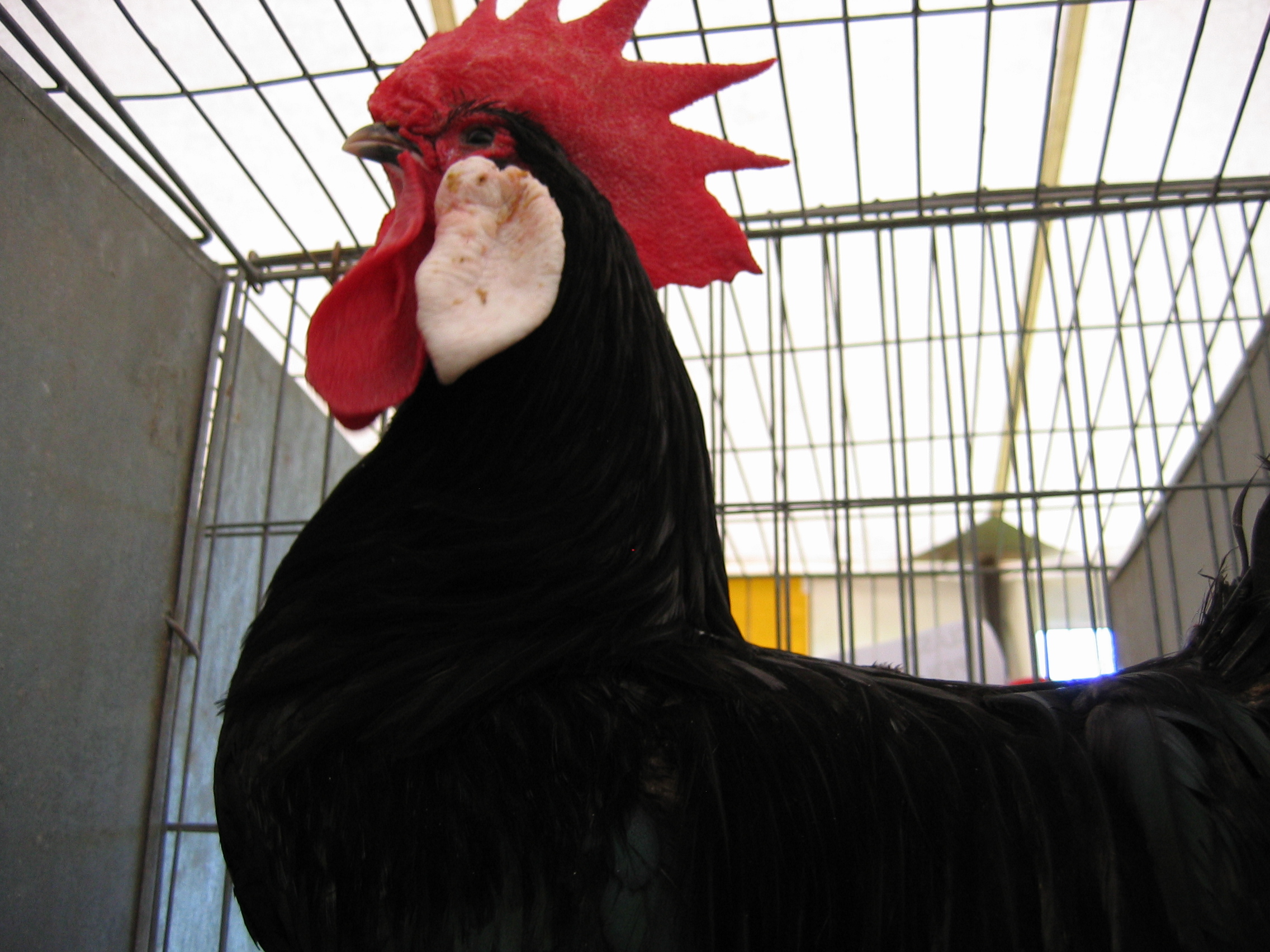
Петух породы минорка на выставке

Минорка (исп. Menorquina) — одна из пород кур. Относится к мясояичному типу продуктивности.

## История породы
Выведена в Испании путём скрещиванием между собой нескольких разновидностей местных кур на о. Минорка. Между 1708 и 1783 в селекции минорок приняли участие британские куроводы, так как Великобритания захватила остров. Документально засвидетельствован ввоз минорок в Англию в 1780-х годах. В конце XIX века эта порода была обычной в Девоне и Корнуолле. На парижской выставке она была известна как барбезье (Barbezieux). В 1870-х она появилась в Германии, к 1888 году стала обычной и в США, где была добавлена в Стандарт совершенства Американской ассоциации птицеводства в 1888 году.

## Особенности породы

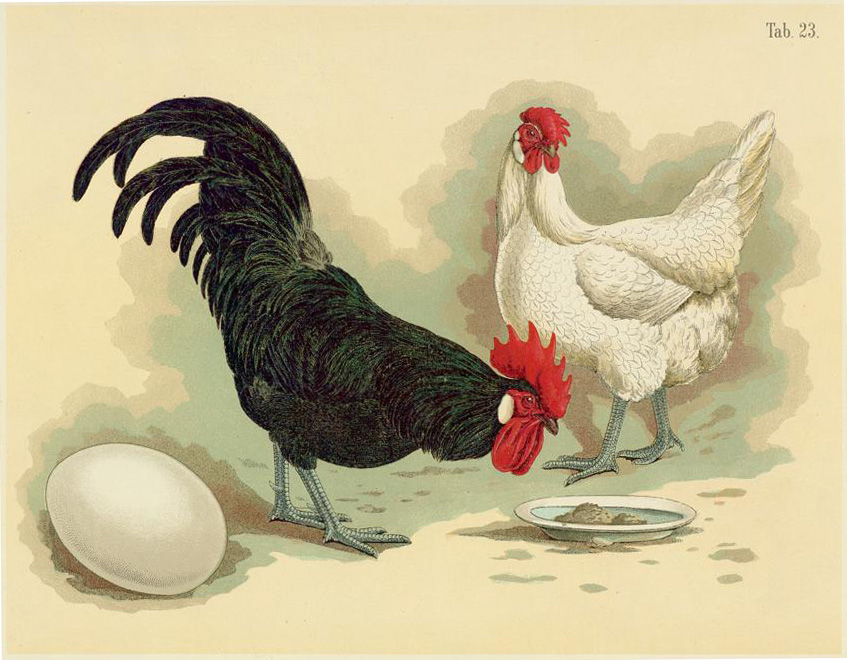
Чёрный петух и белая курица породы минорка, иллюстрация из альбома Домашняя птица. Жан Бургантц, 1885 года

Как и другие типично средиземноморские породы, минорки предпочитают тёплую сухую солнечную погоду и крайне восприимчивы к сырости и холоду. Типичный окрас оперения — чёрный, блестящий, имеет зеленоватый отлив. Имеется также и белая разновидность. Как и у других яичных пород, половая зрелость наступает рано: куры заносятся в пятимесячном возрасте. Хорошие несушки имеют листовидный, ярко-красный гребень, свисающий набок. Петухи весят около 2,8 кг, а куры до 2,2 кг. Британские стандарты птицеводства требуют более высокого веса - 2,70–3,60 кг как для петухов, так и для кур. В Соединенном Королевстве признаны синие и белые разновидности минорки, а в некоторых других странах есть желтовато-коричневые и полосатые разновидности.
Масса яйца варьирует в пределах 56—59 г, окраска скорлупы белая. Однако яйценоскость невысока: в среднем 120-160 яиц за первый год продуктивности, поэтому порода не подходит для промышленного использования. В результате она попала в разряд редких и исчезающих.
Существует также и карликовая разновидность породы. Куры весят около килограмма, петухи достигают веса в 1,2 кг. Яйценоскостью куры не отличаются от крупных сородичей; минимальная масса яйца, пригодного для инкубации, составляет примерно 38 граммов.